# Route nationale 415
Pour les articles homonymes, voir Route 415.
La route nationale 415 ou RN 415 était une route nationale française reliant Saint-Dié-des-Vosges à la frontière franco-allemande. À la suite du déclassement de 2006, elle est devenue RD 415.
Voir le tracé de la RN415 sur GoogleMaps

## De Saint-Dié-des-Vosges à Vieux-Brisach (Breisach am Rhein) D 415
- Saint-Dié-des-Vosges (km 0)
- Fraize (km 16)
- Col du Bonhomme
- Lapoutroie (km 31)
- Kaysersberg (km 45)
- Colmar (km 57)
- Andolsheim (km 62)
- Neuf-Brisach (km 72)
- Vieux-Brisach  Allemagne (km 77) B 31